# Witold Cisło
Witold Robert Cisło – polski kompozytor, producent i multiinstrumentalista.

## Życiorys
Absolwent PSM I stopnia w Nowej Soli (klasa gitary) oraz PSM II stopnia w Zielonej Górze w klasie perkusji profesora Grzegorza Buckiego.
Ukończył Technikum Elektryczne w Nowej Soli, studiował w Wyższej Szkole Pedagogicznej w Zielonej Górze na wydziale muzycznym.
Od roku 1991 rozpoczął współpracę z orkiestrą symfoniczną Filharmonii Zielonogórskiej im. Tadeusza Bairda pod dyr. Czesława Grabowskiego. Współpraca trwała przez kolejne 7 lat jako perkusista z orkiestrą symfoniczną odbył liczne tournée zagraniczne po całej Europie oraz nagrał płytę Odwieczne Pieśni (Dux 1997).
Podjął również współpracę muzyczną z Teatrem Lubuskim w Zielonej Górze akompaniując w wielu sztukach teatralnych min. „Songi” Bertolda Brechta w inscenizacji reżysera Tomasza Dutkiewicza /obecnie dyr. teatru Komedia w Warszawie/, która z powodzeniem wystawiana była na deskach greckiego teatru „SIMIJO” w Atenach.
Od 1992 perkusista zespołu Konferansjer z solistami: Dagmarą Koroną-Persowską oraz Markiem Dyjakiem, zdobywając liczne nagrody i wyróżnienia na Festiwalach Studenckich min. w Krakowie, „Fama” w Świnoujściu, „Łykend” we Wrocławiu. Piosenki zespołu “Bałagany”, “Kowalska”, “Dzień dobry” ukazały się na składankach “Cytryna”, “Kraina łagodności” i do dziś goszczą w programach rozgłośni radiowych.
W roku 1995 wyjeżdża do Wiednia, gdzie poznaje rezydującego tam amerykańskiego pieśniarza, kompozytora Willy Bella. Współpraca, trwająca do dziś, zaowocowała nagraniem wspólnej płyty „Just hanging Round” (perkusja, gitary, bas) i licznymi koncertami w Austrii, Niemczech, na Cyprze i w Australii.
W 1999 r. po przeprowadzce do Warszawy dołącza do zespołu Mirosława Czyżykiewicza, z którym poza koncertami nagrywa płytę „Allez” (perkusja).
W tym czasie również wziął udział w nagraniu płyty Vojty Zicha – czeskiego wirtuoza banjo – „Drucha Miza” (perkusja, bas).
Na przestrzeni 2003-2005 r. zaczął pracę nad własną płytą, do której zaprosił  Willy Bella (autora ang. tekstów) i wokalistę  Krzysztofa Kiljańskiego. W tym czasie powstał materiał składający się na płytę „In the Room” (Kayax), premiera której odbyła się 24.01.2005 i po dwóch miesiącach uzyskała ona status złotej (35 tys. egz.), a do końca 2005 status platynowej (70 tys.).
Utwór “Stay” zapowiadający płytę wziął udział w eliminacjach krajowych do konkursu Eurowizji 2004.
Singiel z płyty – Prócz ciebie, nic – kompozycja Witolda Cisły z tekstem Kayah została na festiwalu w Opolu 2005 przebojem roku.
Kolejny utwór z płyty “I don't where life is going” wziął udział w konkursie o Bursztynowego Słowika na festiwalu w Sopocie 2005 r.
W roku 2005 reedycja płyty „In the Room” zawierająca dodatkowe 3 nowe piosenki, m.in. “Od Świąt do Świąt”, która później ukazuje się także na rozmaitych składankach.
W roku 2009 singiel “Noce bez gwiazd” – Lora Szafran&Witold Cisło, /Witold Cisło – kompozycja, aranżacja, produkcja i nagranie wszystkich instrumentów/.
W roku 2010 zaprasza wokalistę Piotra Karpienię do udziału w swoim kolejnym autorskim projekcie i jako kompozytor, aranżer, producent, wykonawca wszystkich partii instrumentalnych oprócz: /partie smyczków, dodatkowy fortepian – Jacek Subociałło, kontrabas – Maciej Szczyciński, trąbka – Jerzy Małek/, wydanym w 2012 jako płyta “Mój Swiat” – Piotr Karpienia & Witold Cisło (SONY MUSIC).
Członek zespołu Kameleon pod kierownictwem Hadriana Filipa Tabęckiego.

## Dyskografia
Albumy
| Tytuł                                      | Dane dot. albumu                                                | Pozycja na liście |
| Tytuł                                      | Dane dot. albumu                                                | POL               |
| ------------------------------------------ | --------------------------------------------------------------- | ----------------- |
| Mój świat (oraz Piotr Karpienia)           | - Data: 15 maja 2012 - Wydawca: Sony Music Entertainment Poland | 30                |
| Pretekst Live (M. Czyżykiewicz & W. Cisło) | - Data: 19 października 2018 - Wydawca: MTJ Agencja Artystyczna |                   |

Inne
| Album                               | Rok  | Uwagi | Źródło |
| ----------------------------------- | ---- | --- | ------ |
| Marek Dyjak – Dyjak od wschodu      | 1998 | perkusja, aranżacje | [ 5 ]  |
| Marek Dyjak – Ostatnia              | 2004 | perkusja, aranżacje | [ 6 ]  |
| Krzysztof Kiljański – In the Room   | 2005 | muzyka, aranżacje, produkcja muzyczna, gitara akustyczna, perkusja, gitara elektryczna, gitara basowa, instrumenty perkusyjne | [ 7 ]  |
| Mirosław Czyżykiewicz – Allez!      | 2005 | perkusja | [ 8 ]  |
| Marek Dyjak – Jeszcze raz           | 2009 | perkusja, aranżacje | [ 9 ]  |
| Justyna Bacz – Brassens mon amour   | 2009 | perkusja | [ 10 ] |
| Marek Dyjak – Moje Fado             | 2011 | perkusja, aranżacje | [ 11 ] |
| Magda Umer – Wciąż się na coś czeka | 2012 | muzyka w utworze "Tylko miłość"                                                                                               | [ 12 ] |

## Teledyski
| Tytuł                                     | Rok  | Reżyseria        | Album     | Źródło |
| ----------------------------------------- | ---- | ---------------- | --------- | ------ |
| "W pościeli z łez" (oraz Piotr Karpienia) | 2012 | Jacek Kościuszko | Mój świat | [ 13 ] |

## Nagrody i wyróżnienia
| Rok  | Kategoria       | Tytułem      | Nagroda        | Nota      | Źródło |
| ---- | --------------- | ------------ | -------------- | --------- | ------ |
| 2005 | Kompozytor roku | Witold Cisło | Fryderyki 2005 | Nominacja | [ 14 ] |